# Throw Down Your Arms
Throw Down Your Arms es el séptimo álbum de estudio de Sinéad O'Connor, también conocido como su álbum de reggae. O'Connor canta versiones de canciones clásicas de roots reggae, con producción de Sly y Robbie.
El álbum fue grabado en Kingston, Jamaica en Tuff Gong Studios y Anchor Studios en 
2004 y fue lanzado por Chocolate and Vanilla el 4 de octubre de 2005. El 10 por ciento de las ganancias se destinó a apoyar a los ancianos rastafari en Jamaica.

## Listado de canciones
| CD 1 (Versiones originales) | CD 1 (Versiones originales) | CD 1 (Versiones originales) |
| --------------------------- | --------------------------- | --------------------------- |
| 1.                          | "Jah Nuh Dead"              | 3:20                        |
| 2.                          | "Marcus Garvey"             | 3:28                        |
| 3.                          | "Door Peep"                 | 3:22                        |
| 4.                          | "He Prayed"                 | 3:27                        |
| 5.                          | "Y Mas Gan"                 | 3:49                        |
| 6.                          | "Curly Locks"               | 4:22                        |
| 7.                          | "Vampire"                   | 4:02                        |
| 8.                          | "Prophet Has Arise"         | 4:26                        |
| 9.                          | "Downpressor Man"           | 5:08                        |
| 10.                         | "Throw Down Your Arms"      | 4:02                        |
| 11.                         | "Untold Stories"            | 3:40                        |
| 12.                         | "War"                       | 4:04                        |
| Duración total              | Duración total              | 47:27                       |

| CD 2 (Versiones Dub) | CD 2 (Versiones Dub) | CD 2 (Versiones Dub) |
| -------------------- | --- | -------------------- |
| 1.                   | Miqueas 4:1-5 sobre la venida del Reino y "las espadas en rejas de arado" con la última línea leyendo: "Todos los pueblos caminan cada uno en nombre de sus dioses". | 0:57                 |
| 2.                   | "Jah Nuh Dead" | 3:12                 |
| 3.                   | "Marcus Garvey" | 3:29                 |
| 4.                   | "Door Peep" | 3:19                 |
| 5.                   | "He Prayed" | 3:28                 |
| 6.                   | "Y Mas Gan" | 3:51                 |
| 7.                   | "Curly Locks" | 4:17                 |
| 8.                   | "Vampire" | 4:01                 |
| 9.                   | "Prophet Has Arise" | 4:24                 |
| 10.                  | "Downpressor Man" | 5:07                 |
| 11.                  | "Throw Down Your Arms" | 4:12                 |
| 12.                  | "Untold Stories" | 3:42                 |
| 13.                  | "War" | 4:04                 |
| Duración total       | Duración total | 48:09                |

Las canciones originales fueron grabadas por los siguientes artistas de reggae de Jamaica:
<section data-mw-cx-source="source" id="cxTargetSection11" rel="cx:Section">
1. "Marcus Say Jah No Dead" (Burning Spear en 1978)
2. "Marcus Garvey" (Burning Spear en 1975)
3. "Door Peep" (Burning Spear en 1976)
4. "He Prayed" (Burning Spear en 1973)
5. "Y Mas Gan" (The Abyssinians en 1969)
6. "Curly Locks" (Junior Byles en 1974)
7. "Vampire" (Devon Irons en 1976)
8. "Prophet Has Arise" (Israel Vibration en 1978)
9. "Downpressor Man" (Peter Tosh en 1977*)
10. "Throw Down Your Arms" (Burning Spear en 1977)
11. "Untold Stories" (Buju Banton en 1995)
12. "War" (Bob Marley & The Wailers en 1976)

</section><section data-mw-cx-source="Google" id="cxTargetSection12" rel="cx:Section">

</section>La versión japonesa del CD también incluye:
"Move Out of Babylon" (Johnny Clarke en 1974)
"Abendigo" (The Abyssinians en 1969)
"Jah Can Count on I" (Little Roy en 1975).

## Intérpretes
- Sinéad O'Connor - voz
- Sly Dunbar - batería
- Robbie Shakespeare – bajo
- Mikey Chung - guitarra principal
- Dalton Brownie - guitarra rítmica
- Glen Brownie - guitarra acústica en "Untold Stories"
- Robbie Lyn - teclados, órgano Hammond
- Carol "Bowie" McLaughlin - piano
- Steven "Lenkky" Marsden - piano en "Curly Locks"
- Uziah Thompson – percusión
- Dean Fraser - saxofón
- David Madden - trompeta
- Pam Hall, Keisha Patterson, Katrina Harley – coros